# 小银鮈
小銀鮈（学名：Squalidus minor），又名海南銀鮈，为鲤科銀鮈屬的鱼类。在中国，分布于海南岛南渡江、万泉河水系等。该物种的模式产地在海南岛金江、琼山，體長可達5.1公分。
其种加词“minor”意为“较小的”。

## 亚种
- 华坪点纹銀鮈（学名：Squalidus woltestorffi huapingensis），Wu et Wu于1989年命名。在中国，分布于金沙江上游支流、云南华坪新庄河等，多见于砾石底河边浅水处。该物种的模式产地在云南华坪。[2]